# Rue Masson (Montréal)
Pour les articles homonymes, voir Rue Masson.
La rue Masson, d'orientation est-ouest, est une des plus importantes voies de l'arrondissement Rosemont–La Petite-Patrie à Montréal.
Longue d'environ 3 kilomètres, elle relie l'avenue Papineau au boulevard Pie-IX.
Elle porte le nom de Joseph Masson, riche commerçant et compagnon de Louis-Joseph Papineau. 

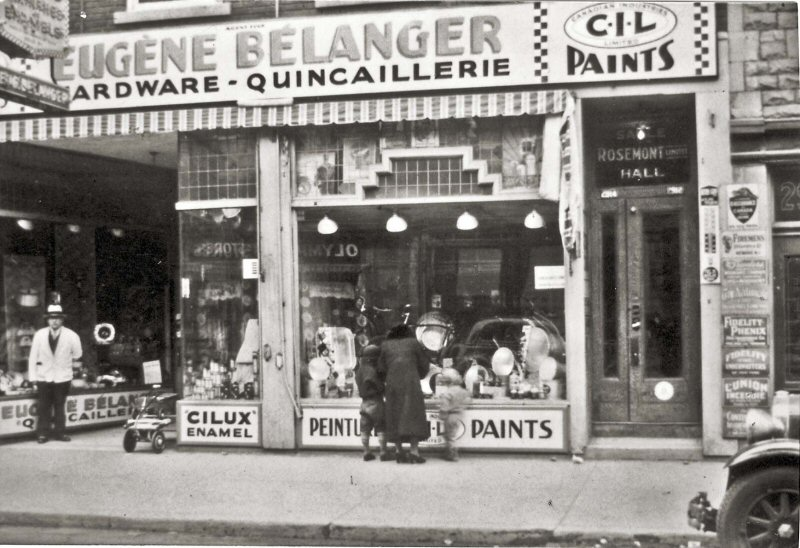
Quincaillerie Bélanger, 1939
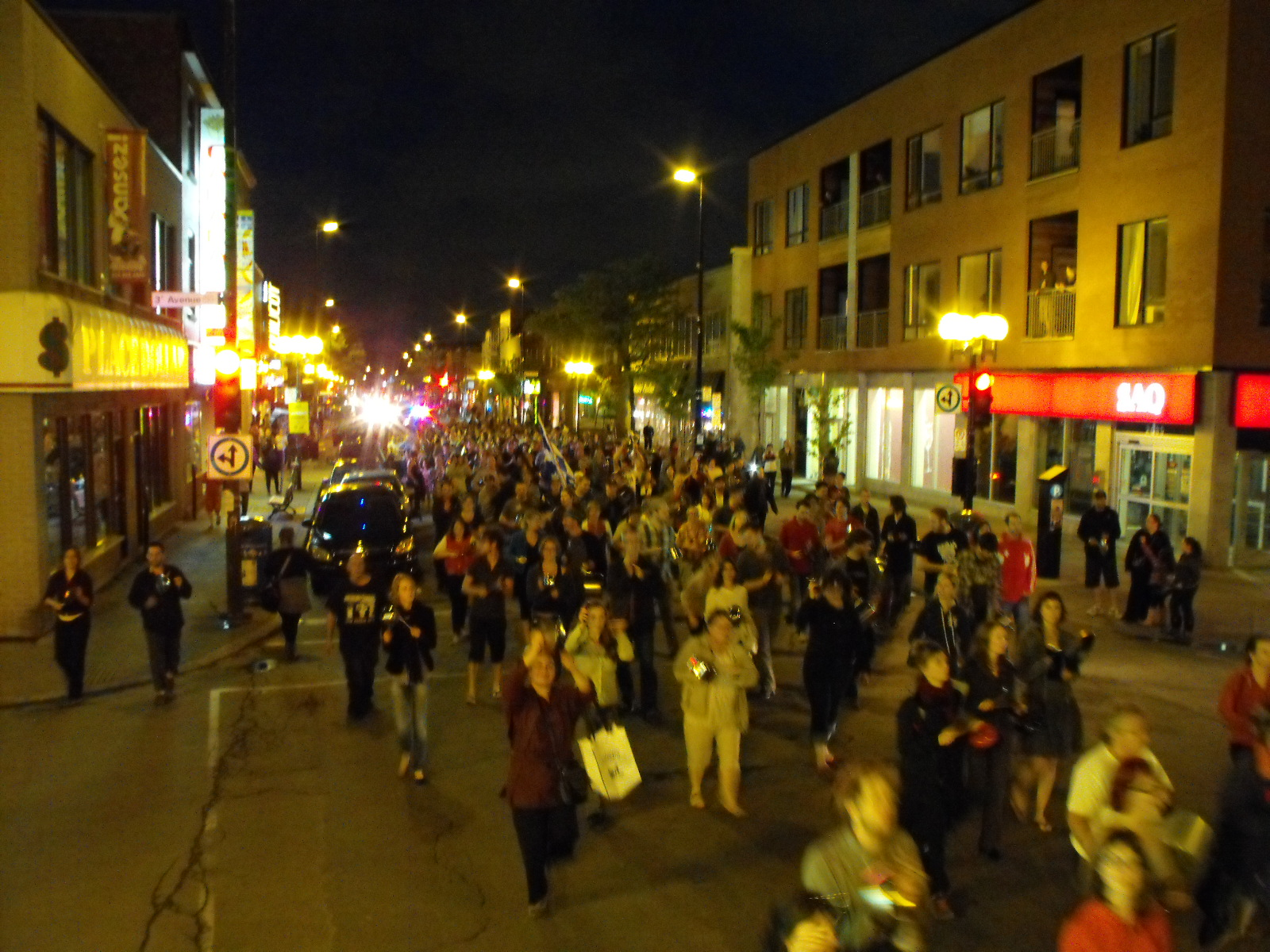
Manifestation anti loi 78